# Raúl Pérez (rugbista)
Raúl Norberto Pérez (Buenos Aires, 2 luglio 1965) è un ex rugbista a 15 e allenatore di rugby a 15 argentino, C.T. del Paraguay.

## Biografia
Pérez ha sempre militato a livello di club nel Duendes di Rosario in cui rimase sempre dilettante (esercita la professione di analista di sistemi); esordì in Nazionale argentina nel 1992, a 27 anni, e vinse due tornei del Sudamericano (1993 e 1995) e, nel 1999, fu selezionato per la Coppa del Mondo in Galles senza tuttavia mai essere utilizzato; poche settimane prima, in agosto, aveva disputato il suo ultimo incontro internazionale.
Divenuto allenatore seguì dapprima il Duendes, poi nel 2005 divenne tecnico della selezione U-23 della Provincia di Rosario; passato successivamente ad allenare la selezione argentina Under-21, è dal 2009 tecnico della Nazionale A in coppia con José Orengo.
Nel 2011 è stato - insieme a Mauricio Reggiardo - l'allenatore della formazione federale dei Pampas XV, squadra argentina che gioca in Sudafrica, che si è aggiudicata la Vodacom Cup; contestualmente ha guidato la formazione confederale del Sudamérica XV, riportata a nuova vita 27 anni dopo il suo ultimo incontro a opera della CONSUR, che ha affrontato un incontro senza valore di test match contro l'Argentina a San Juan.

## Palmarès

### Giocatore
- Campionati sudamericani: 2
Argentina: 1993, 1995

### Allenatore
- Vodacom Cup: 1
Pampas XV: 2011